# غرندل
غرندل هي قرية أردنية وموقع أثري يعود إلى العرب الأنباط  وتقع إلى الجنوب من مدينة الطفيلة وعلى بعد 23 كم. ورد أسمها (أرنديلا) في المصادر الرومانية و(أرديلا) في الفترة البيزنطية و (غرندل) في الفترة الإسلامية. تقع على تل أثري مكون من خمس طبقات أثرية وترجع في أصولها إلى الفترة النبطية . جرت للموقع ثلاثة مواسم من التنقيبات الأثرية من قبل مكتب آثار الطفيلة وجامعة سدني الأسترالية خلال الأعوام 1994، 1997، 1998 كشفت النقاب عن كنيسة بيزنطية ذات نظام بازليكي وبأرضيات فسيفسائية ملونة ذات أشكال هندسية مختلفة ومعبد نبطي بمساحة 30 مترا مربعا.
كانت غرندل في فترة الخليفة عمرو بن الخطاب أحد المراكز الإدارية لبلاد الشام. حينها، قسمت البلاد إدارياً إلى عدد من الأجناد هي جند دمشق وجند حمص وجند فلسطين وجند الأردن (أي النهر وليست الدولة الحديثة). وتكون جند الأردن الذي كان مركزة طبرية من عدد من الكور كان أحدها كورة الجبال (الطفيلة) وكانت غرندل مركزه. أما بقية الكور فهي كورة الشراة ومركزه أذرح وكورة مآب (مؤاب) ومركزها مآب (الكرك) وأحياناً زغر (غور الصافي) وأخيراً كورة البلقاء التي كان مركزها عمان.